# Мерилин Бернс
Мерилин Бернс (енгл. Marilyn Burns; 7. мај 1949, Ири — 5. август 2014, Хјустон) била је америчка глумица. Најпознатија је по улози завршне девојке Сали Хардести у култном хорору Тоба Хупера Тексашки масакр моторном тестером. У исту улогу вратила се у четвртом и седмом делу серијала. Осим тога, појавила се у још неколико нискобуџетних слешера независне продукције и стекла статус „краљице вриска”.
Позната је и по улози Линде Касабијан у мини-серији Хелтер Скелтер која је номинована за три Награде Еми за ударне термине. Током каријере најуспешнија сарадња јој је са редитељем Тобом Хупером. У периоду 1994—2011. није се активно бавила глумом.
Године 2009. примљена је у Фениксову међународну кућу славних хорор и научнофантастичног жанра.

## Живот и каријера
Бернс је рођена у Ирију, Пенсилванија, а одрасла је у Хјустону, Тексас. У седмом разреду основне школе глумила је у мјузиклу Сан летње ноћи. Прву филмску улогу добила је 1970. у комедији Роберта Алтмана, Брустер Меклауд. Дипломирала је драму на Универзитету у Тексасу 1971. године. Добила је једну од главних улога у драми Сиднија Лумета, Вољена Моли, али ју је заменила Сузан Сарандон. Остала је на филмском сету као замена за Сарандон и Блајт Данер.
До врхунца каријере долази 1974. улогом Сали Хардести, финалне девојке и једине преживеле у Тексашком масакру моторном тестером. Сајт WatchMojo.com је сцену у којој она бежи од Ледерфејса (Гунар Хансен) прогласио за најбољу у категорији хорор филмова. Интересантно је да Бернс није могла да трчи брзо као Хансен, па су сцену снимали у више наврата. Филм је остварио огроман успех и постао комерцијално најуспешнији филм независне продукције у том тренутку, али није отворио „врата успеха” за Бернс, чија каријера је била у константном паду након њега.
Сарадњу са Тобом Хупером поновила је филму Поједени живи из 1977. у коме је тумачила једну од главних улога заједно са Робертом Инглудом.
У периоду 1980-их и 1990-их није имала значајније улоге. Вратила се као Сали у Тексашком масакру моторном тестером 4: Следећа генерација, али је имала само камео улогу, док су главне улоге припале Рене Зелвегер и Метјуу Маконахеју. Након тога, направила је седамнаестогодишњу паузу и глуми се вратила тек 2011. године.
Поново се вратила као Сали у Тексашком масакру моторном тестером 7 у коме је тумачила и једну споредну улогу. Последњу улогу имала је у филму У лудаковом свету из 2015.
Умрла је у сну, у 65. години живота. Пронашао ју је брат Бил у кући, у Хјустону. Узрок смрти био је срчани удар.
Упркос бројним улогама у хорор филмовима живела је мирним и повученим животом у својој кући у Хјустону.

## Филмографија
| Улоге Мерилин Бернс |                                                         |               |                              |                 |
| Година              | Српски назив                                            | Изворни назив | Улога                        | Напомена        |
| 1974.               | Вољена Моли                                             |               | Сара Питерс / Моли Тејлор    |                 |
| 1974.               | Тексашки масакр моторном тестером                       |               | Сали Хардести                |                 |
| 1975.               | Велики Валдо Пепер                                      |               |                              |                 |
| 1976.               | Хелтер Скелтер                                          |               | Линда Касабијан              |                 |
| 1977.               | Поједени живи                                           |               | Феј                          |                 |
| 1984.               | Терор у пролазу                                         |               | Сали Хардести                | архивски снимци |
| 1985.               | Будућа убиства                                          |               | Дороти Грим                  |                 |
| 1994.               | Тексашки масакр моторном тестером 4: Следећа генерација |               | Сали Хардести                |                 |
| 2000.               | Амерички психо                                          |               | Сали Хардести                | архивски снимци |
| 2013.               | Тексашки масакр моторном тестером 7                     |               | Сали Хардести / Верна Карсон |                 |
| 2015.               | У лудаковом свету                                       |               | госпођа Хил                  | последња улога  |
| 2022.               | Тексашки масакр моторном тестером 9                     |               | Сали Хардести                | архивски снимци |